# Indias

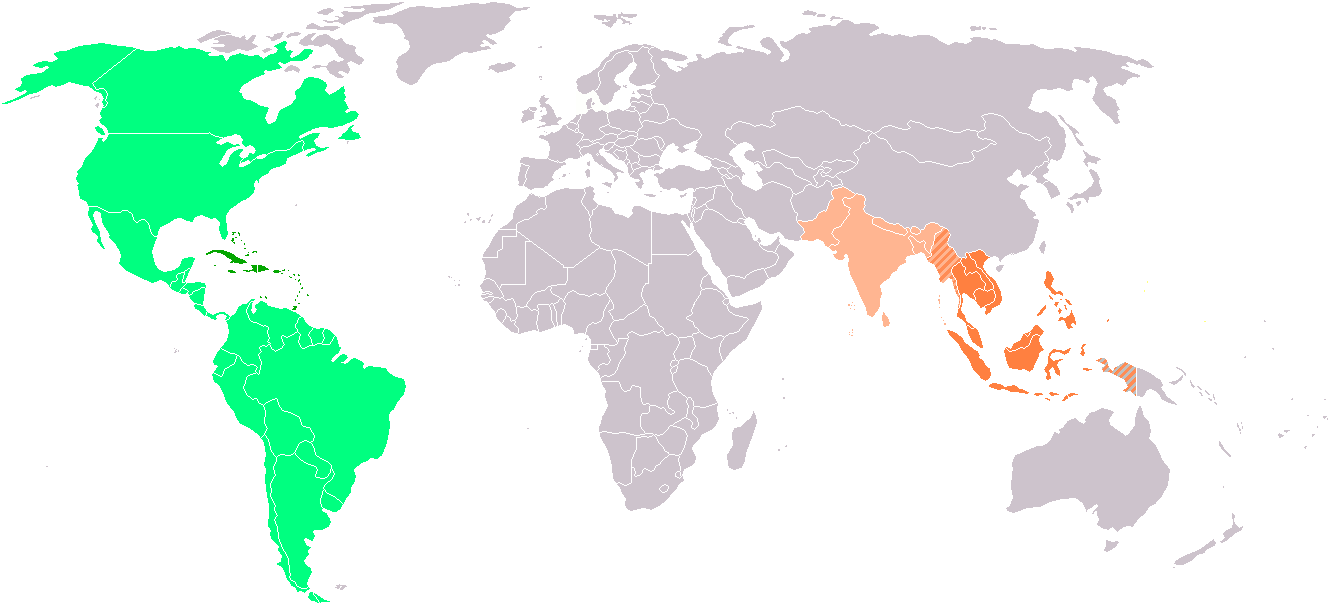
Indias Orientales:
Indias Orientales, concepto más común.
Concepto amplio, incluye al Indostán o India.
Indias Occidentales:
Indias Occidentales, concepto más común.
Concepto amplio, incluye a la América continental.

Como Indias, se conocieron, hasta entrado el siglo XIX, varias regiones de Asia y América. El término fue introducido en Europa por Marco Polo, ya que atravesó el Sur y Sudeste de Asia a la vuelta de su segundo viaje.

"De acuerdo con la concepción de la época, indios e indias, y su patria de origen, la India, incluía por igual China, Japón, e India".
Antonio Irigoyen, 1994

## Concepto original
Los territorios conocidos por este nombre incluían no solo la actual India dentro de la región del Indostán, sino también las regiones de Indochina e Insulindia, es decir, el grueso de las regiones denominadas actualmente Subcontinente indio y Sudeste asiático.
El término se popularizó hacia el siglo XIV, en que marinos y comerciantes europeos se abocaron a la exploración de estas regiones con fines mercantiles, centrados en especial en las especias, el algodón y el índigo, o materiales de joyería (diamantes, rubíes, perlas, corales, marfil), maderas finas como el sándalo, la teca, el ébano, la caoba etc.
El Mar de las Indias era el antiguo nombre dado al océano Índico.
En la mentalidad europea durante la Era moderna temprana (siglo XVI-XVII), un habitante de las Indias no era algo cerrado a un poblador de la Civilización hindú. Por ejemplo el Imperio chino era parte de las “Indias Orientales” y en consecuencia sus habitantes se les incluía con la nomenclatura de indios.

El termino indio en la mentalidad popular peruana remite a "natural de los Andes", no sin cierto sentido despectivo. A ellos contribuyó el indigenismo del siglo XX. Sin embargo en la realidad histórica peruana la denominación de "indio", desde su aparición en el siglo XVI, abarcó un universo muy amplio y complejo, simplificando en exceso a veces en la historiografía tradicional peruana, en la posición "indio-español". Pero, un acercamiento a los documentos que informan sobre la población india que vivía en la Ciudad de Lima de inicios del siglo XVII, muestran que los denominados "indios", no eran solamente los naturales de los Andes, sino gentes venidas de otras partes del mundo, como el Asia, o los había también de Centroamérica y México
Alcántara y Montero, Migraciones: Memoria del 56 Congreso Internacional de Americanistas, Alcántara y Montero (2018)

## Confusión con el término tras el descubrimiento de América por España en 1492
En la Europa del siglo XV se ignoraba la existencia del continente americano, por eso las teorías que pregonaban la redondez de la tierra señalaban que uno podía llegar a «Las Indias» (India y países de Oriente), navegando hacia Occidente y así obtener los productos valiosos como las sedas, perfumes y piedras preciosas, otras especias como el clavo de olor, la pimienta y la canela, especias muy importantes para los europeos que les daba mejor sabor a las comidas y que debían traerse de Oriente. 
Tras el descubrimiento de América por España en 1492, se tomó inicialmente el territorio como parte de aquella región asiática, una confusión que no se desharía hasta que los estudios del cartógrafo florentino Américo Vespucio, al servicio de España, demostraran concluyentemente que se trataba de un nuevo continente. A pesar de ello la ambigüedad del nombre perduró por más de 300 años, llamándose Indias tanto a América como a las regiones de Asia. Para distinguirlas se usó Indias Occidentales para el territorio americano e Indias Orientales para los territorios asiáticos mencionados. Huella de este uso, hoy obsoleto, se conserva en la extendida denominación de «indios» para los indígenas de América.
Así pues, se aplicó este nombre a un continente que venía a estar casi en las antípodas de las verdaderas Indias. No es el único error de los exploradores, también el océano Pacífico, por el particular contorno de Panamá, era apelado "Mar del Sur".